# Pyterlahtigranit

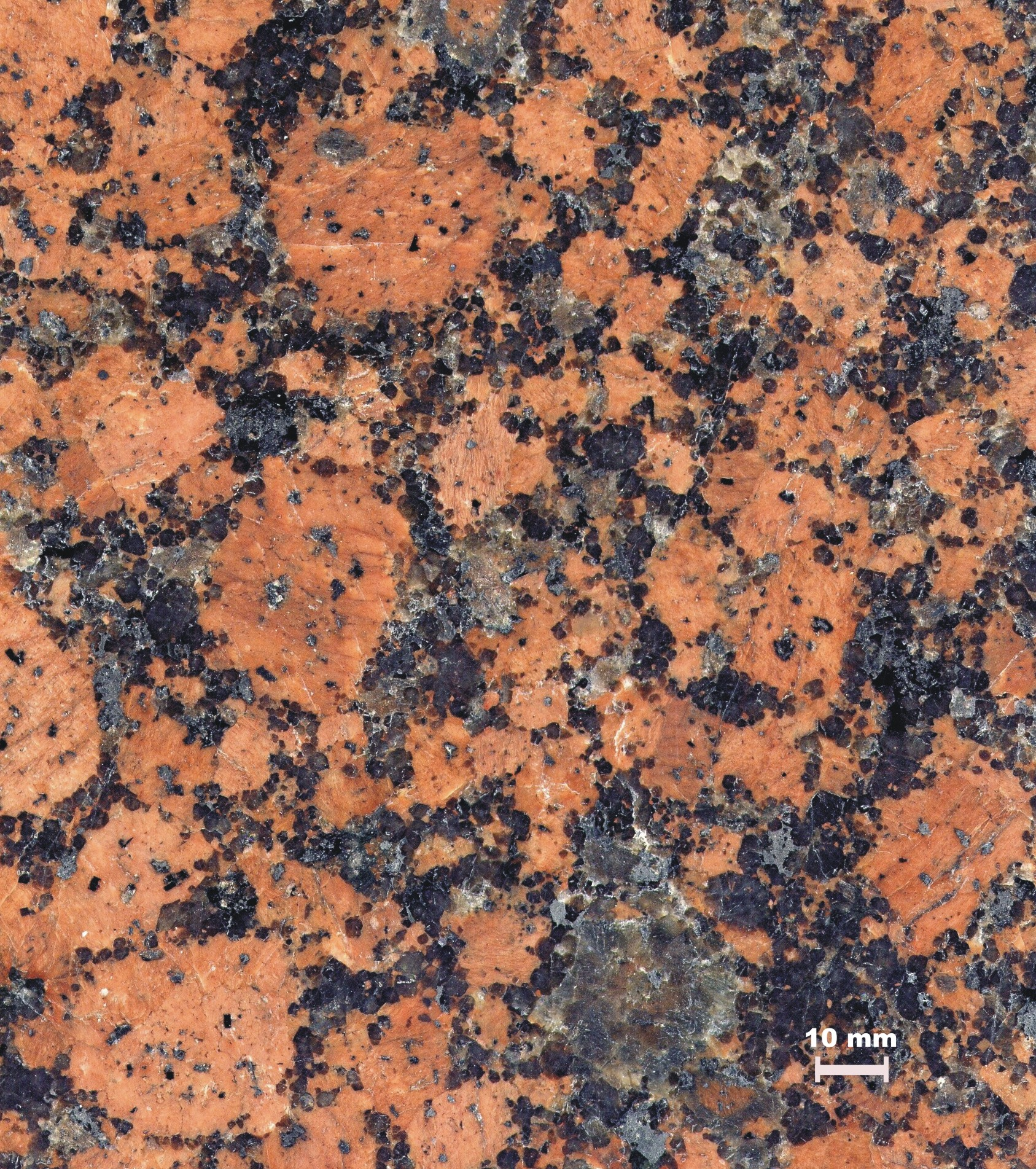
Pyterlit

Pyterlahtigranit, eller pyterlit, är en rödbrun granit, som bryts nära orterna Pyterlahti och Virojoki i Vederlax kommun i Kymmenedalen i Finland sedan 1600-talet. 
Pyterlit, som namngavs av Walter Wahl 1925, är en rapakivigranit, en granit med centimeterstora insprängningar av alkalifältspat. Pyterlit förekommer i ett område nära Pyterlahti vid Finlands gräns till Ryssland, vilket är ungefär tio kilometer långt och sju kilometer brett. Den bryts idag av Palin Granit Oy och Finska Stenindustri Ab och säljs under handelshamnen ”Carmen Red” och ”Karelia Red”.
Pyterlahtigranit  användes till Tallinns och Narvas befästningar, och senare till gator och till kanaler och Nevas vallar i närbelägna Sankt Petersburg i Ryssland. Pyterlahtigranit från stenbrottet på näset Hevonniemi användes också till de 48 pelarna på utsidan av Isakskatedralen i Sankt Petersburg, som uppfördes 1818–1858.
Den användes också till monoliten och piedestalen till Alexanderkolonnen på Palatstorget framför Vinterpalatset i Sankt Petersburg, vilken kröns av en av Boris Orlovskij utformad 6,4 meter hög skulptur av en ängel med ansiktsdrag av Alexander I. För att hugga den 25,6 meter långa monoliten var som mest 275 arbetare anställda, vilka arbetade i flera skift under 15 månader 1831–1832. Monoliten, som är 3,5 meter i diameter i genomsnitt, väger 600 ton. Den höll på att sjunka i vattnet vid pålastningen på en pråm för en fyra dagars sjötransport till Sankt Petersburg i augusti 1832.

## Bildgalleri

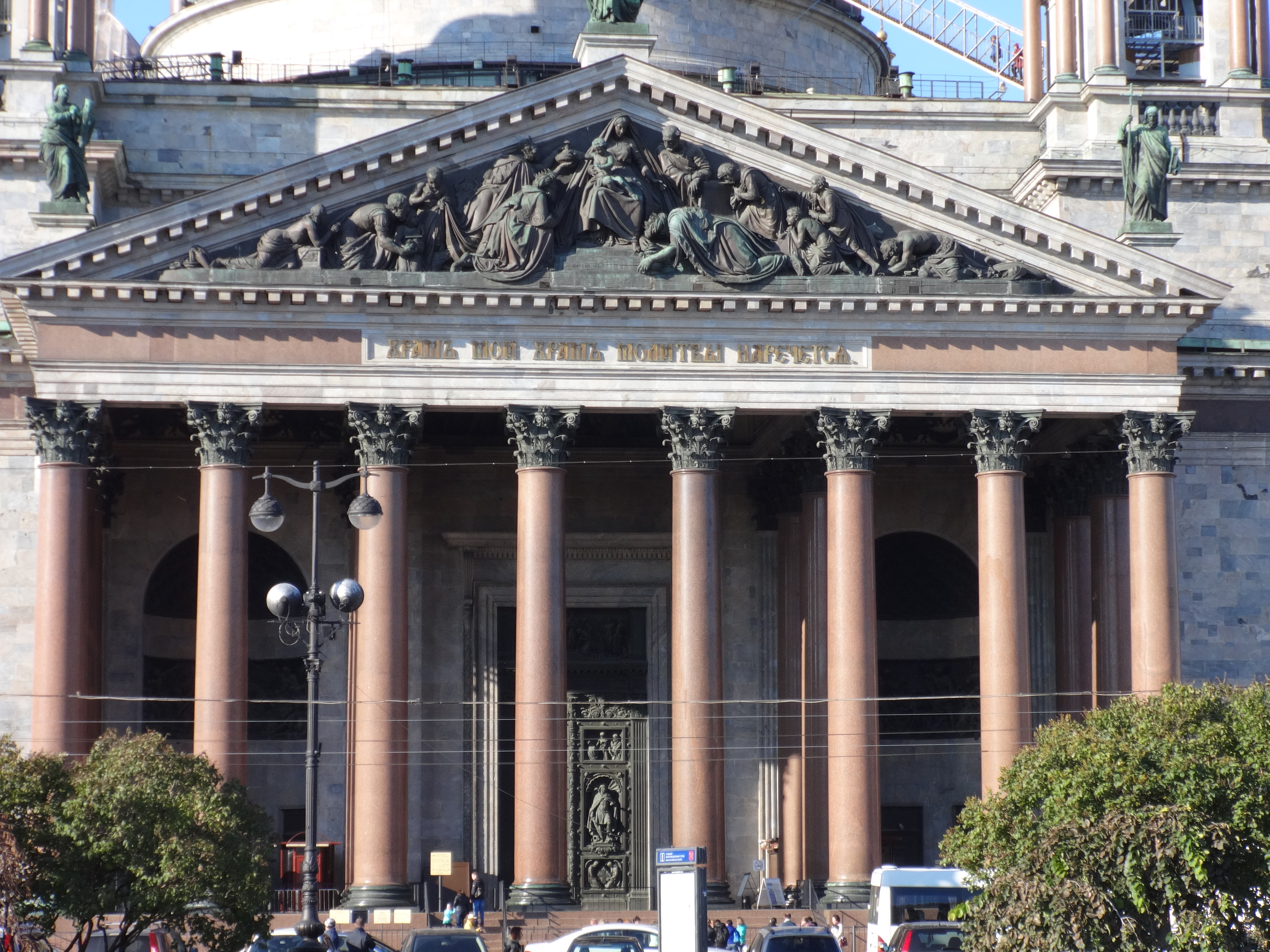
Pelare på Isakskatedralen i Sankt Petersburg
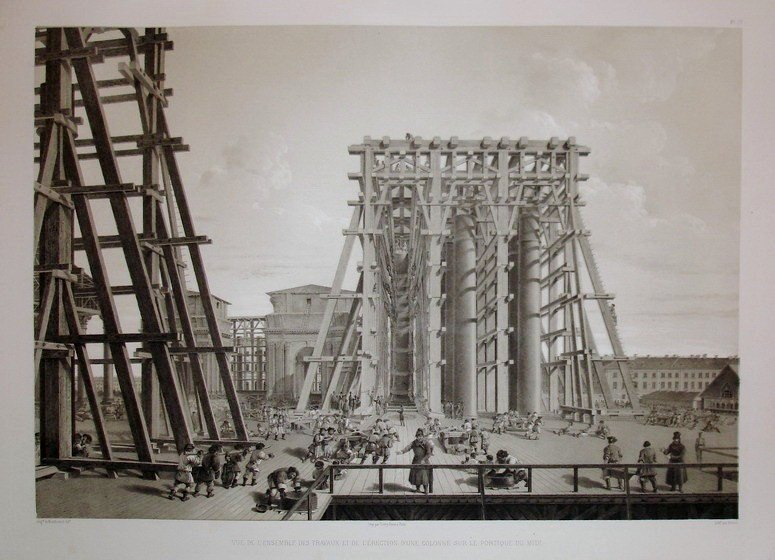
Uppförande av pelare på Isakskatedralen i Sankt Petersburg, litografi 1845 av Jules Arnout (1814–68)
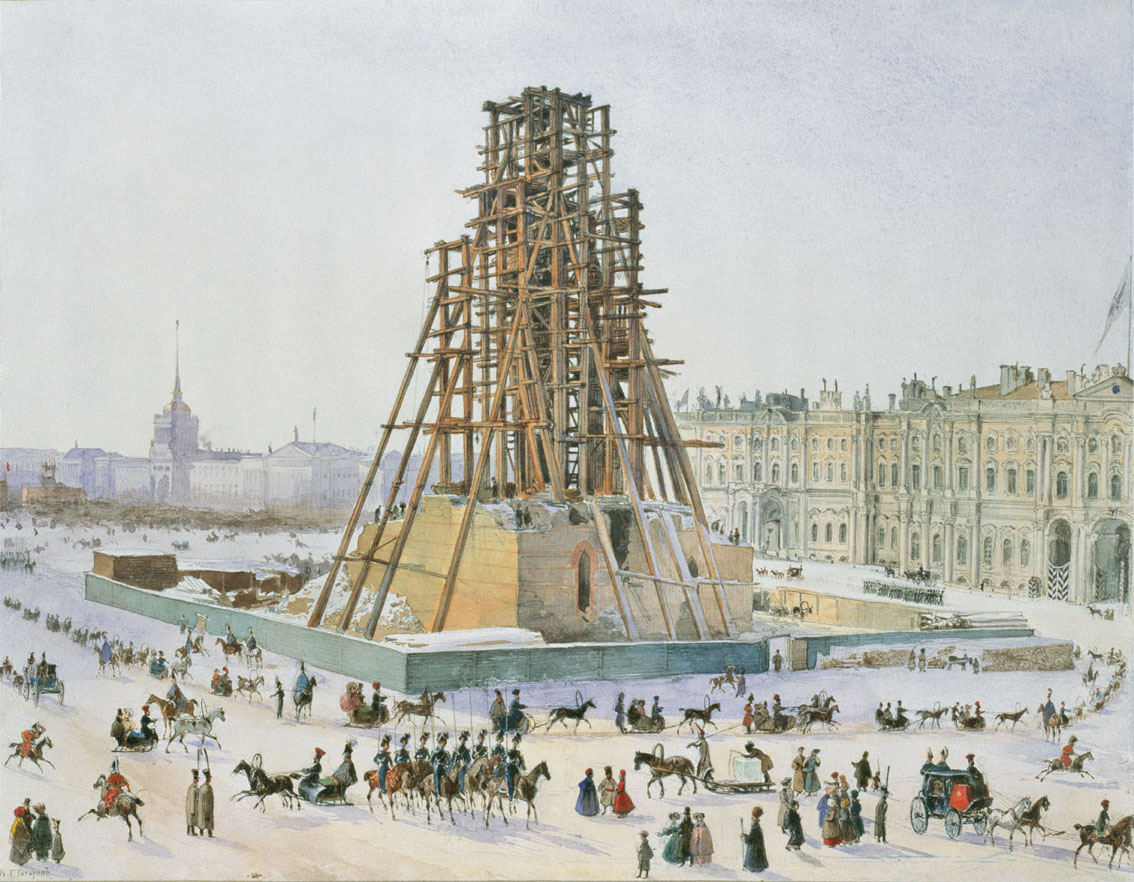
Byggnadsställningar för Alexanderkolonnen av Grigorij Gagarin 1832–34
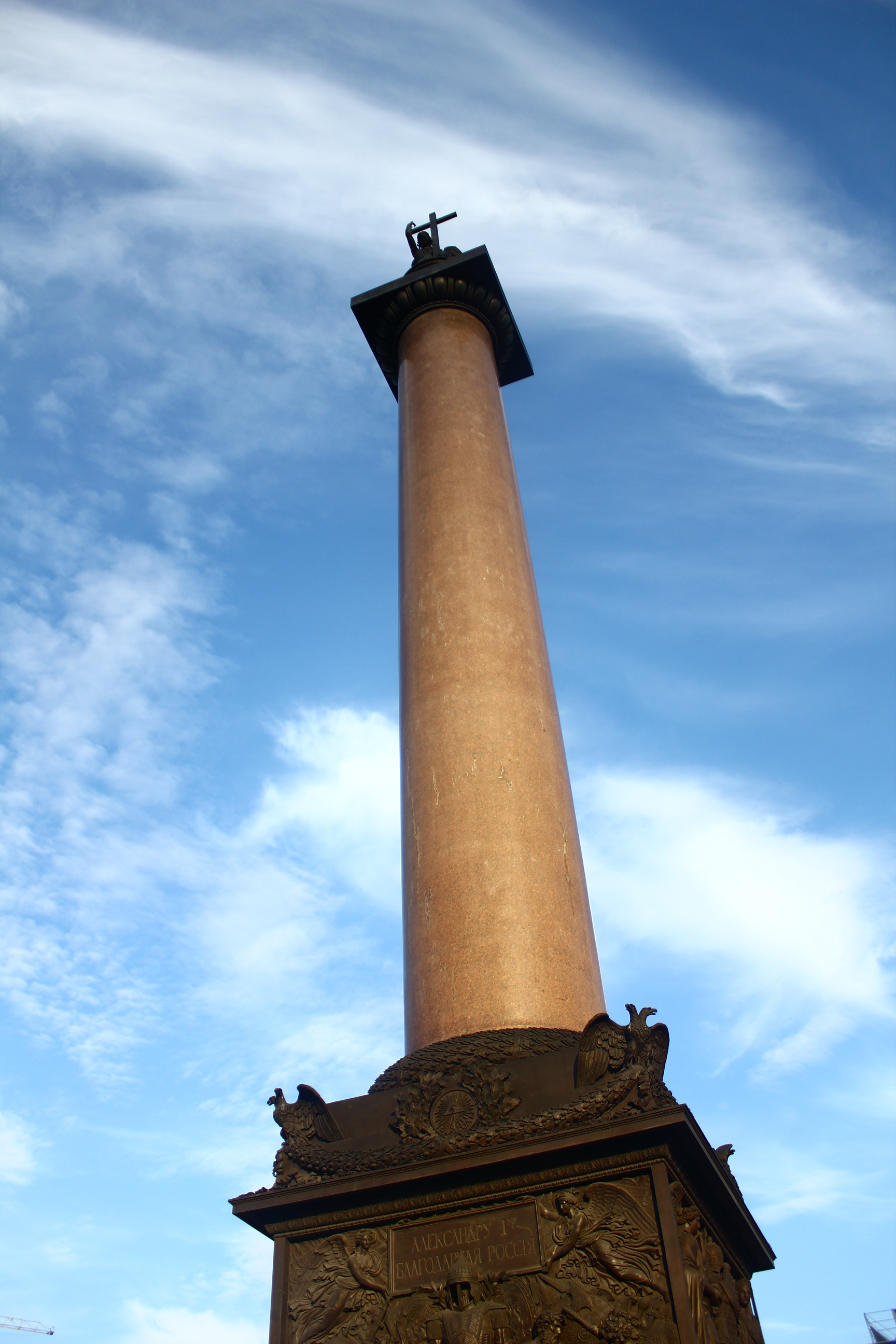
Alexanderkolonnen i Sankt Petersburg
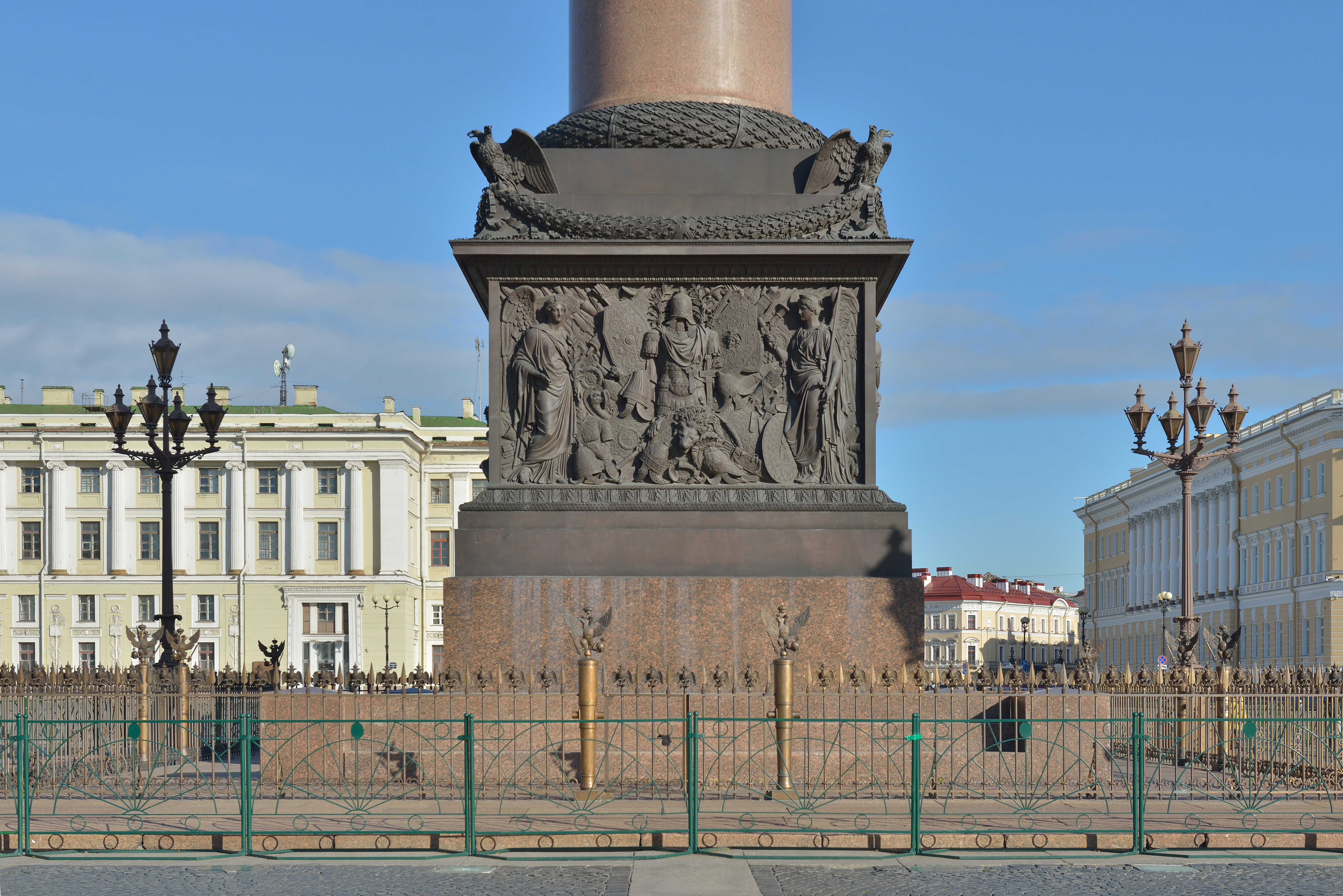
Piedestalen till Alexanderkolonnen i Sankt Petersburg